# AS Makona FC
Association Sportif Makona Football Club w skrócie AS Makona FC – gwinejski klub piłkarski, grający niegdyś w pierwszej lidze gwinejskiej, mający siedzibę  w mieście Guéckédou.

## Sukcesy
- Puchar Gwinei[1]
  - zwycięstwo (1): 1990.

## Występy w afrykańskich pucharach
| Sezon | Rozgrywki                 | Runda | Kraj                     | Klub     | Dom | Wyjazd | Dwumecz |
| ----- | ------------------------- | ----- | ------------------------ | -------- | --- | ------ | ------- |
| 1990  | Puchar Zdobywców Pucharów | 1     | Wybrzeże Kości Słoniowej | AS Sotra | 0–2 | 0–2    | 0–4     |

## Stadion
Domowe mecze klub rozgrywa na stadionie o nazwie Stade Sekou Toure w Guéckédou, który może pomieścić 2000 widzów.